# Kasteel van Peking
Het Kasteel van Peking (Frans: Château de Pékin, ook Château Comtesse Lafond genoemd) is een kasteel dat de woon- en productiefuncties van champagne en hun eigenaren combineert. Het ligt aan de Avenue de Champagne 79 in Épernay, departement Marne (regio Grand Est) in Frankrijk. 
Het kasteel was achtereenvolgens eigendom van François Abelé en Eugène Mercier en behoort nu toe aan Champagne Comtesse Lafond.  Sinds 2015 is het een onderdeel van het UNESCO-werelderfgoed “Heuvels, huizen en kelders van de Champagne”.

## Naamgeving
De naam “Château de Pékin” komt voor op een plan van het kadaster in 1860. Dit zou een toespeling kunnen zijn op de intocht van de troepen van Napoleon III in de Chinese hoofdstad, tenzij het verwijst naar de afgelegen ligging van de plaats, verder naar het oosten dan de andere residenties aan de laan. Het is het enige kasteel aan de Avenue de Champagne, samen met Château Perrier, dat nog zijn traditionele naam draagt. 
Ter nagedachtenis aan de eigenaar werd het kasteel ook ”Château Mercier” genoemd.
Maar sinds de overname door baron Patrick de Ladoucette in 2000 wordt het ook ”Chateau Comtesse Lafond” genoemd. De baron droeg zijn champagne op aan gravin Lafond, zijn grootmoeder.  

## Geschiedenis
Het kasteel werd in 1859 gebouwd voor de wijnhandelaar François Abelé de Muller (1811-1876), directeur van het champagnehuis Abelé in Reims en afkomstig uit Württemberg, Duitsland.
In 1873 verwierf Eugène Mercier het Château de Pékin met zijn pakhuizen, persen, degustatie- en verzendkelders en wijnkelders. Eugène Mercier vestigde er het hoofdkantoor van zijn champagnehuis en dit tot 1878. Nadien werd het de residentie van Eugène Mercier en zijn dochter. 
Daarna stond het lange tijd leeg. Verlaten, door klimop aangevreten en geplunderd, was het bijna een ruïne die Baron Patrick de Ladoucette in 2000 kocht. Hij liet het kasteel en het park volledig restaureren en maakte er het hoofdkantoor van Champagne Comtesse Lafond van.
Sinds 2015 is het een onderdeel van het UNESCO-werelderfgoed “Heuvels, huizen en kelders van de Champagne”.  

## Architectuur

### Buiten
De luxueuze architectuur is klassiek geïnspireerd en wordt versterkt door de keuze van de materialen: kalkstenen muren, grote daken en paviljoens van leisteen. Het T-vormige grondplan, met de dwarsvleugel die direct boven de klif uitsteekt, zorgt ervoor dat de ontvangstruimtes uitzicht hebben op de Marnevallei. Vanuit de ingang van het landgoed kijkt men op de kleine zijde van het gebouw dat opvalt door zijntwee hoektorens, die doen denken aan een klein kasteel. Het gebouw is verbonden door een boogvormige uitbouw met een terras dat ter hoogte van de eerste verdieping overdekt is met een glazen dak. Deze veranda is verdwenen naar aanleiding van de renovatie in 2000.
Op het gazon voor de gevel bevindt zich een landingsplaats voor helikopters.

### Binnen
Het portret van gravin Lafond werd geschilderd door Franz Xavier Winterhalter (1805-1873), die ook de portrettist was van koningin Victoria, de keizerin van Oostenrijk, en vele koninklijke families van Europa, wordt vandaag de dag tentoongesteld in de salons van het kasteel.
Naast de degustatieruimte zijn er verschillende lokalen beschikbaar:
- Caveau du Château: 50 m²
- Cave Comtesse
- Salon Comtesse Rosé: 40 m²
- Salon Private Comtesse: 40 m²
- Salon Brut Comtesse: 30 m²
- Chambre Rosé: 40 m²

## Galerij

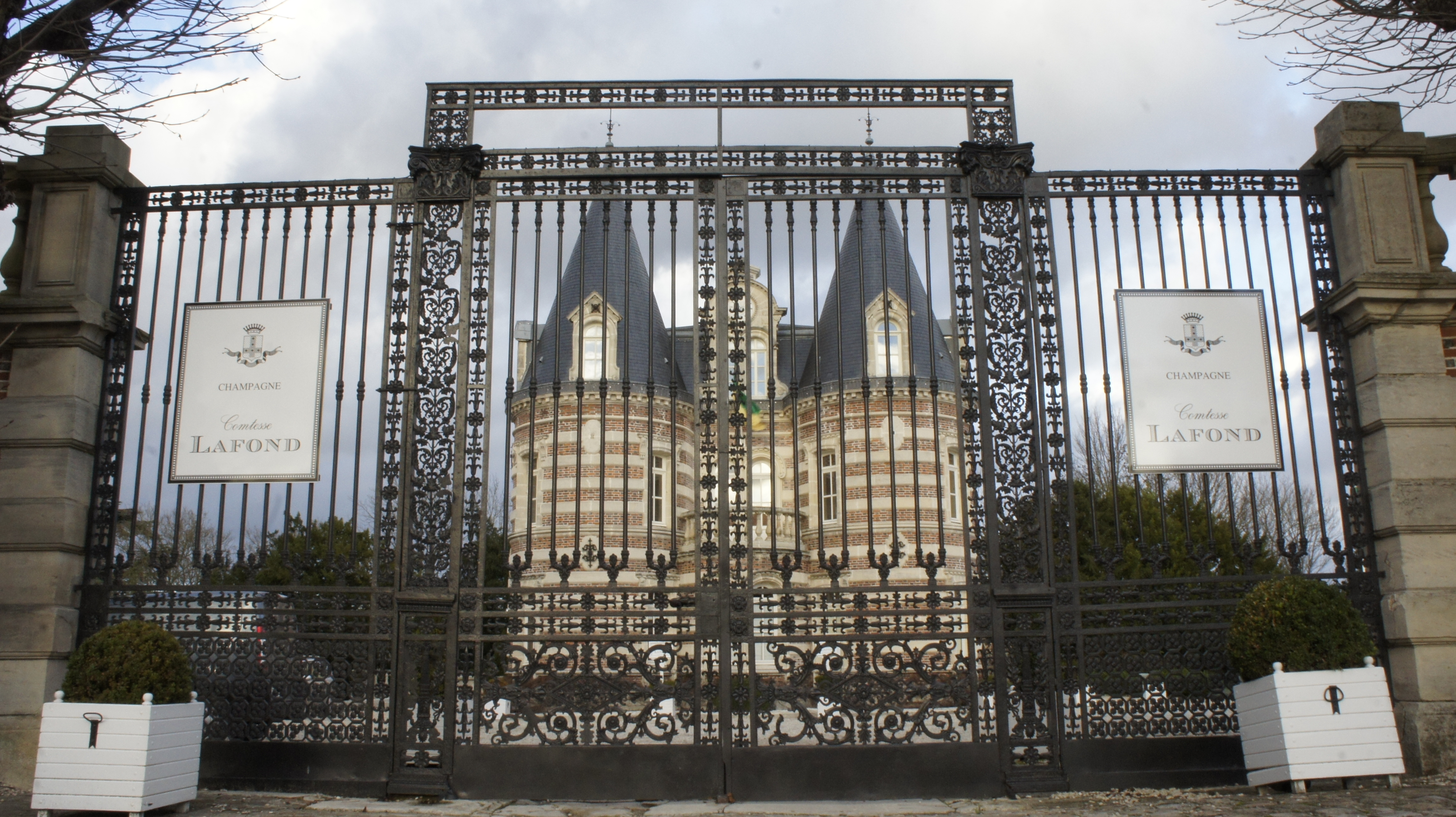
Château de Pékin
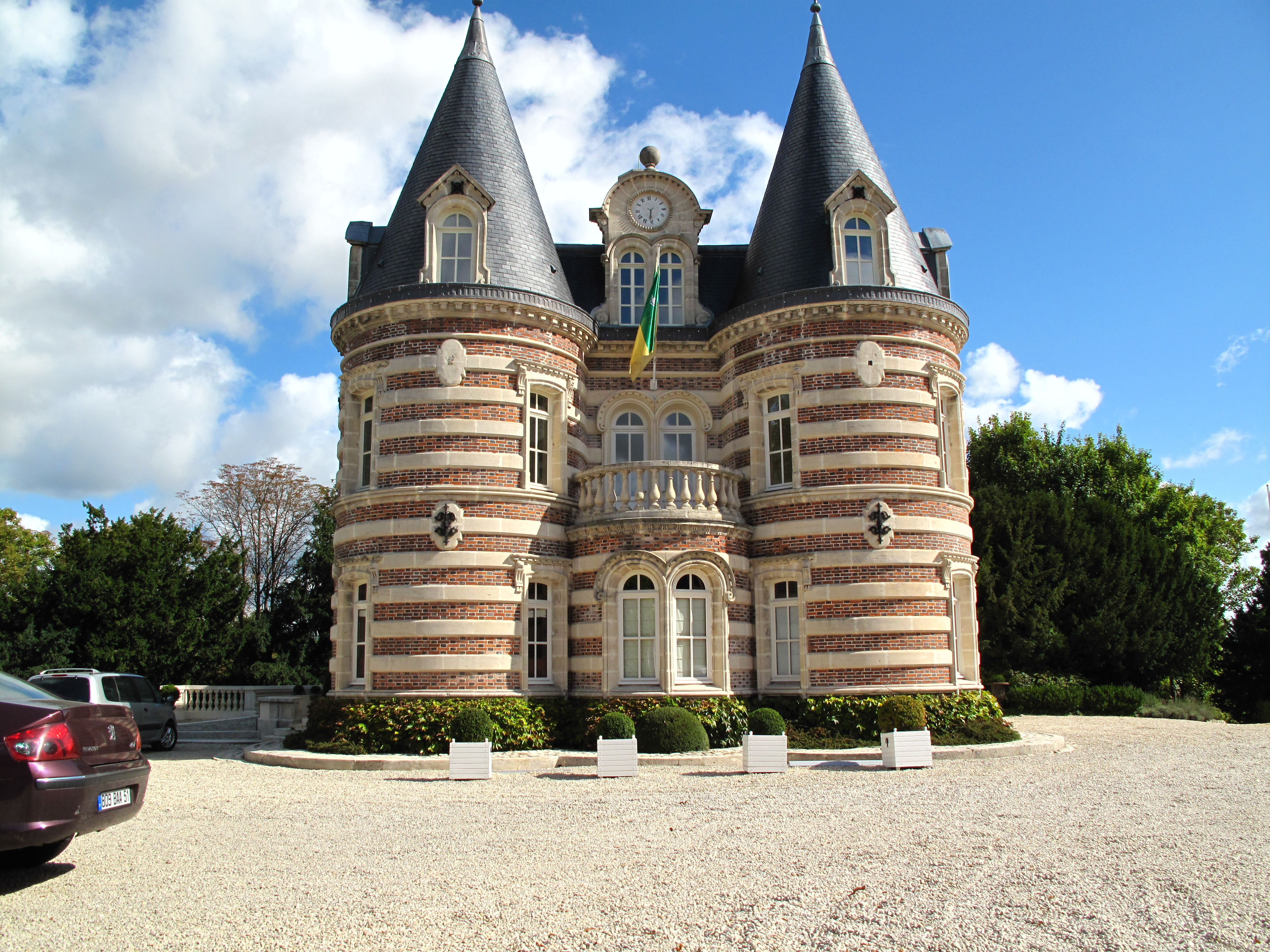
Torens
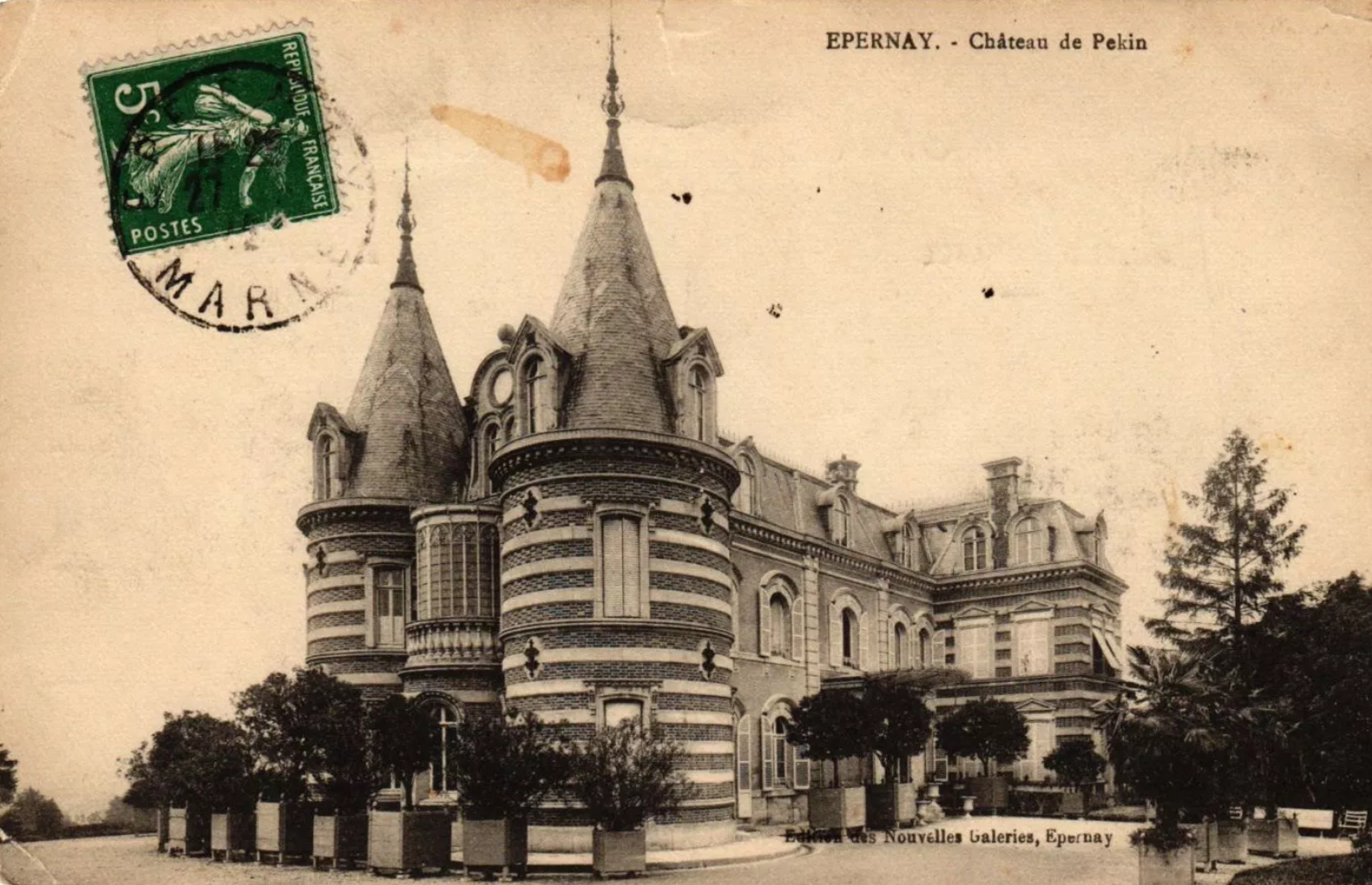
Tuinkant
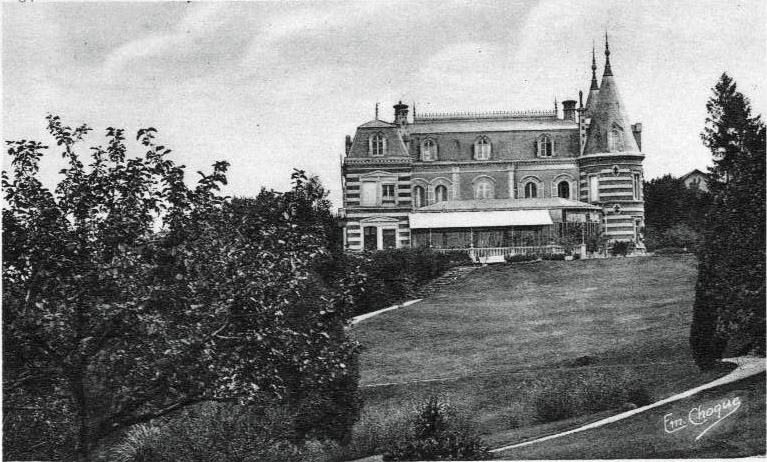
Vanuit het park

Mont-Saint-Michel en baai · Kathedraal van Chartres · Paleis en park van Versailles · Basiliek van Vézelay op de colline éternelle · Prehistorische locaties en beschilderde grotten in de Vézèrevallei · Paleis en park van Fontainebleau · Kathedraal van Amiens · Romeins theater en omgeving en de triomfboog van Orange · Arles, Romeinse en romaanse monumenten · Cisterciënzer Abdij van Fontenay · Zoutziederij Salins-les-Bains en Koninklijke zoutziederij Arc-et Senans · Place Stanislas, Place de la Carrière en Place d'Alliance in Nancy · Abdijkerk van Saint-Savin-sur-Gartempe · Golf van Porto: Calanches de Piana, Golf van Girolata, Natuurreservaat Scandola · Pont du Gard · Straatsburg: Grande-Île · Parijs: oevers van de Seine · Kathedraal Notre Dame, Abdij van Saint-Remi en Paleis van Tau in Reims · Kathedraal van Bourges · Historisch centrum van Avignon · Canal du Midi · Historische vestingstad Carcassonne · Nationaal park Pyrénées-Mont Perdu · Pelgrimsroutes in Frankrijk naar Santiago de Compostella · Historisch Lyon · Rechtsgebied van Saint-Émilion · Loiredal tussen Sully-sur-Loire en Chalonnes-sur-Loire · Provins, stad van middeleeuwse jaarmarkten · Le Havre, stad herbouwd door Auguste Perret · Belforten in België en Frankrijk · Bordeaux, Port de la Lune · Vestingwerken van Vauban · Lagunes van Nieuw-Caledonië: rifdiversiteit en ecosystemen · Bisschopsstad Albi · Pitons, cirques en "remparts" van het eiland Réunion · De Causses en de Cevennen, mediterraan agropastoraal cultuurlandschap · Prehistorische paalwoningen in de Alpen · Steenkoolbekken van Nord-Pas-de-Calais · Beschilderde grot van de Pont d'Arc, bekend als de Grotte Chauvet-Pont-d’Arc, Ardèche · De climats van de wijnstreek Bourgogne · Heuvels, huizen en wijnkelders van Champagne · Architecturaal werk van Le Corbusier · Taputapuātea · Tektonisch landschap Chaîne des Puys en Limagnebreuklijn · Franse Zuidelijke Gebieden en Zeeën · Historische kuuroorden van Europa (Vichy) · Vuurtoren van Cordouan · Nice, winterbadplaats aan de Rivièra  · Oude en voorhistorische beukenbossen van de Karpaten en andere regio's van Europa ·  Te Henua Enata - De Markiezeneilanden · De Megalieten van Carnac en van de kust van de Morbihan, Frankrijk